# La casa muta
La casa muta (La casa muda) è un film horror del 2010 diretto da Gustavo Hernández.

## Trama
Inaugurando i titoli di testa con l'annuncio dello sfondo veritiero su cui si basa l'opera, prende il via la storia di Nestor, Wilson e sua figlia Laura.
Nestor è sul punto di vendere la sua vecchia proprietà di campagna, ma avendo commissioni da eseguire, tra trasferimento, sloggio e compere, delega a Wilson e sua figlia Laura, il compito di ripulirla e aggiustarla in modo da potersi stabilire in anticipo all'interno. Arriva la notte, tutto sembra tranquillo, fino a che degli strani rumori che si fanno via via più forti, infastidiscono Laura e suo padre; dopo aver appurato che provengono dai piani superiori, Wilson decide di salire per capirne la natura, ma finirà massacrato da una mano sconosciuta, forse anche soprannaturale.
Non avendo modo di contattare il proprietario Nestor, ed essendo sperduti nella campagna uruguayana, Laura non ha modo di fuggire, e sceglie di rimanere nella casa fino al ritorno dell'uomo; ma la nottata si rivelerà più lunga del previsto e la brutale aggressione al padre sarà solo l'inizio di una serie di angherie e orrori.

## Produzione
Basandosi su fatti realmente accaduti in Uruguay nel 1944, il regista latino Gustavo Hernández ha girato il film in stile "camera a mano" (del tipo Rec e Paranormal Activity) in soli quattro giorni, usufruendo di una fotocamera Canon EOS 5D Mark II ad alta definizione per l'intero ciclo di riprese. Sebbene possa sembrare la formazione del film su un unico piano sequenza, dove al centro dell'attenzione si trova esclusivamente Florencia Colucci, in realtà è possibile spaziarne almeno due nei 78 minuti di durata totale: uno di 56 minuti e l'ultimo di 22.
Pedro Luque, incaricato della fotografia, è stato particolarmente apprezzato per la sua bravura nell'effettuare una quattro giorni di riprese non stop, giocando con le angolazioni per dare al film un'immagine innovativa per il genere in cui rientra.

## Distribuzione
La Casa Muda è stato distribuito nel circuito cinematografico dell'Uruguay nel marzo 2010.
Il 16 maggio 2010 è stato presentato alla 63ª edizione del Festival di Cannes all'interno della sezione Quinzaine des Réalisateurs.
In Italia è stato distribuito nel 2012 direttamente per il mercato home video da 01 Distribution.

## Accoglienza

### Critica
La casa muta ha ottenuto buoni riscontri in termini di critica; apprezzato al festival di Cannes 2010, ma ricevendo comunque anche pareri contrastanti.
Il portale cinematografico brasiliano Cinema em Cena giudica il film come una «sorta di miscela tra The Blair Witch Project e Arca russa»; criticandone la sceneggiatura, giudicata scadente, e la recitazione che «pur essendo povera di dialogo, è terribile e imbarazzante dall'avvio di ogni discorso». Oltre questi aspetti, la fotografia viene complimentata in quanto «impeccabile», e Luque «mostra sufficiente competenza tecnica per effettuare anche qualche messa a fuoco a cremagliera in vari momenti, che, considerato il già enorme numero di mosse che sono state necessarie alla preparazione, è una cosa degna di nota». Un cenno alla colonna sonora, anch'essa criticata per il non riuscito intento di creare tensione nei momenti opportuni.
Secondo Alex Billington per First Showing, si tratta di «un successo tecnico e visivo come nessun altro, incredibile da guardare, perché semplicemente incredibile era che Hernández e la sua squadra potessero realizzare qualcosa di simile». La qualità del sonoro è uno dei pochi aspetti del film, insieme alla piattezza del finale e la noiosità in parti della storia, che viene giudicata in modo aspro. L'immagine viene particolarmente apprezzata, elogiando il lavoro svolto dal direttore della fotografia Pedro Luque:
La recensione eseguita dal sito web di cinema MyMovies descrive il lavoro di Hernández come «un film basilare che non mira certo a riscrivere il genere ma si contenta di segnalarsi per l'espediente tecnico-narrativo».

## Remake
A gennaio è stato presentato al Sundance Film Festival 2011 Silent House, remake statunitense de La casa muda. Il film è diretto da Chris Kentis e Laura Lau con protagonista Elizabeth Olsen.